# Балясина (архитектура)

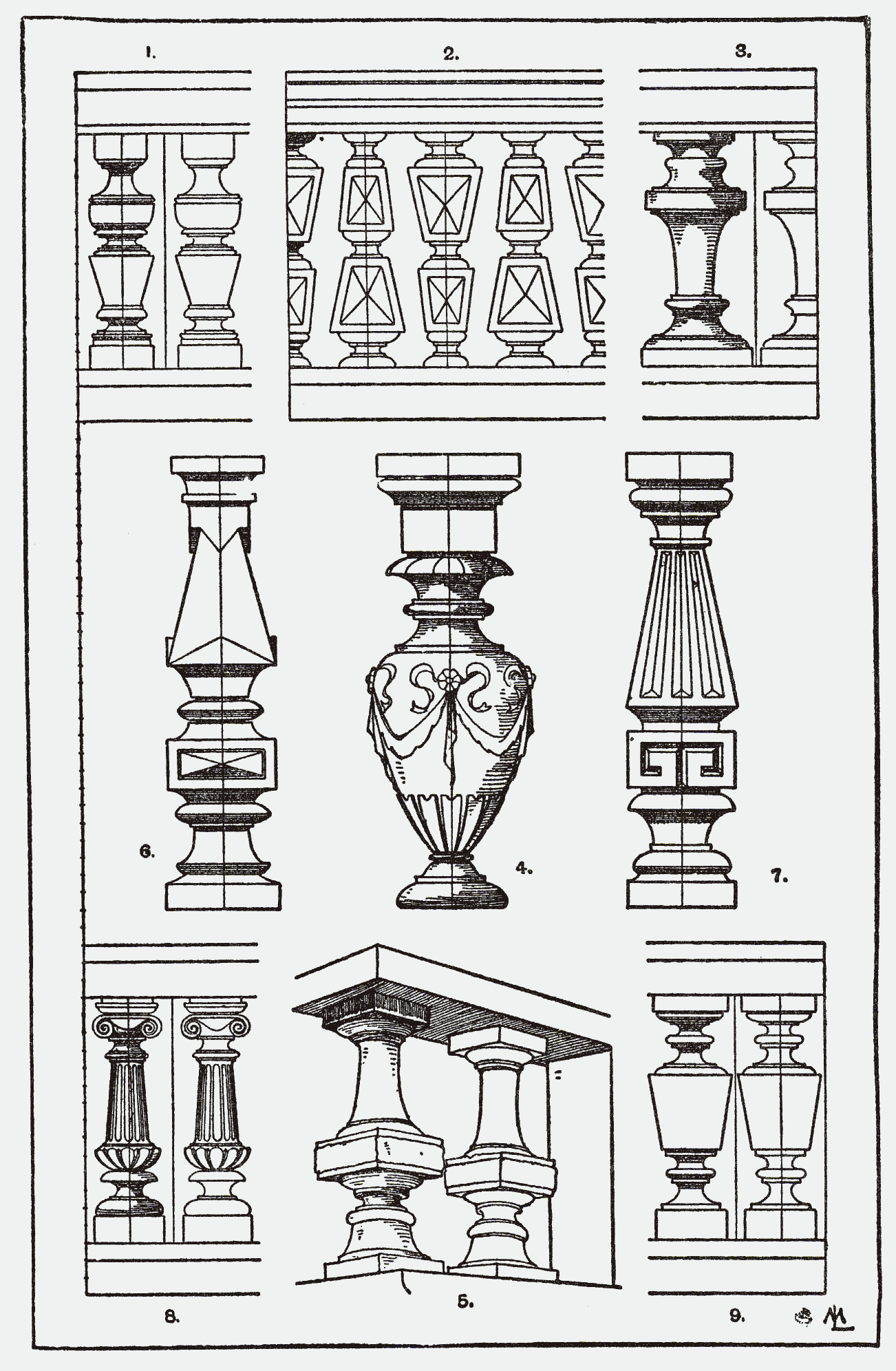
Чертежи некоторых балясин

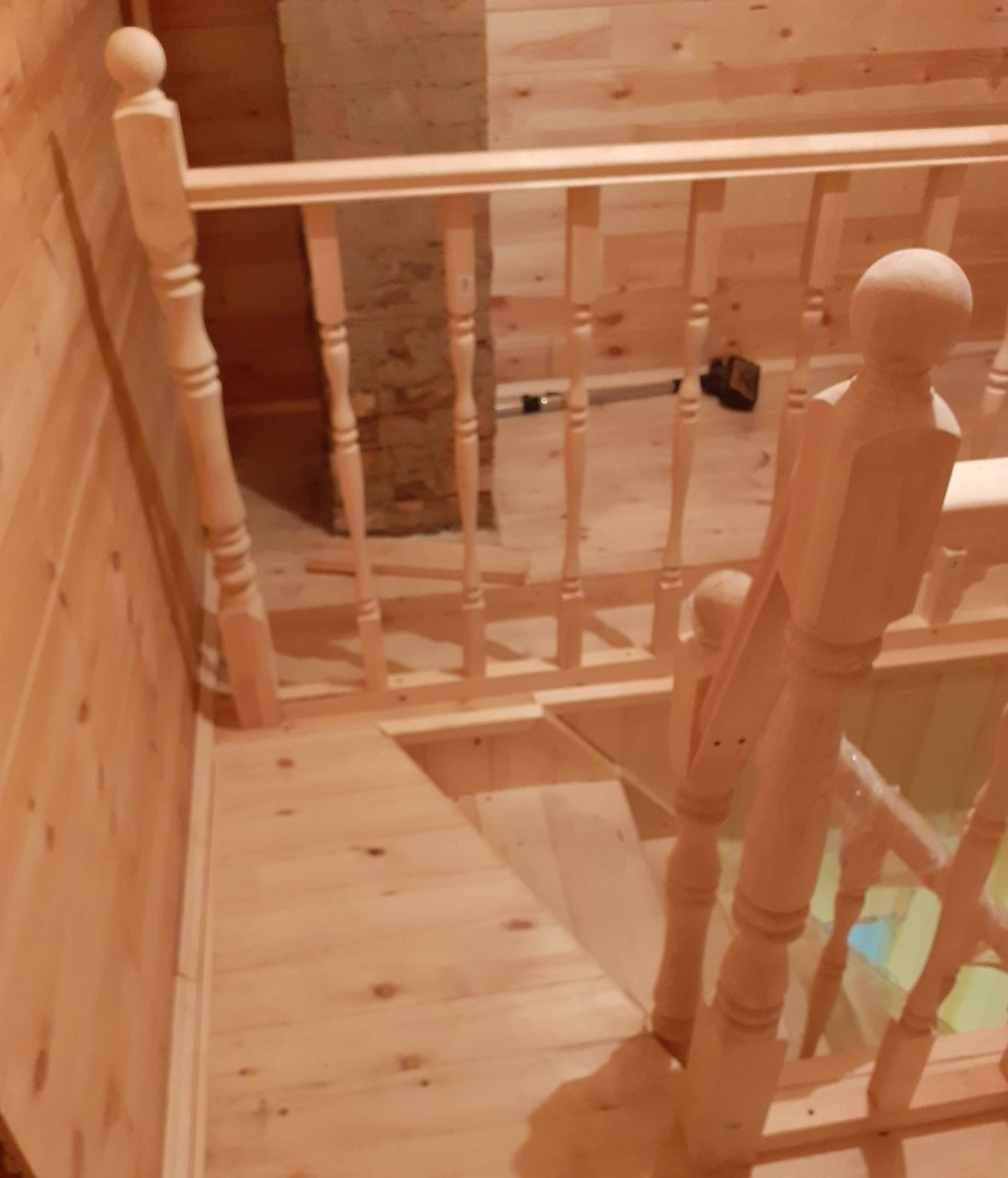
Балясины на лестнице мансарды частного дома

Баля́сины (от др.-греч. βαλαύστιον — «цветок дикого граната»; часть балясины похожа на чашечку цветка граната) в архитектуре — невысокие фигурные столбики в виде колонн (иногда с резным декором), поддерживающие поручни перил ограждений балконов, лестниц и т. д.; изготовляются из дерева, камня, металла, мрамора и др.
Наиболее древний экземпляр изображения балясин найден на барельефах в Ассирии. Для декорирования фасадов, а также парков балясины начали применять в эпоху раннего Возрождения. Балясина в её современном виде предложена архитектором Джулиано да Сангалло, который оформил ею лестницы дворца Медичи. Но популярными балясины стали только с XVI века благодаря Микеланджело.
Деревянные балясины изготавливаются из тщательно просушенного материала. Недостаточно высушенная древесина может привести к последующему короблению и образованию трещин. В случае, если в максимальном сечении толщина балясины превышает 60-80 мм, то заготовку для балясины предварительно склеивают из нескольких элементов (ламелей). На дерево можно нанести любой резной рисунок как способом ручной резьбы по дереву, так и с помощью машинной резьбы (фрезерования на станке с ЧПУ).
Кроме использования балясин в традиционном применении для формирования балюстрад лестниц, они часто применяются и в мебельном производстве.